# خيرية السقاف
د. خيرية بنت إبراهيم بن محمد بن علوي السقاف (ولدت 1951 م) أديبة وكاتبة صَحَفية سعودية، وأستاذة جامعية. تُعَدُّ من الرائدات السعوديات في مجال الأدب والصِّحافة والعمل الجامعي. حازت على أرفع وسام وطني هو وسام الملك عبد العزيز من الدرجة الأولى عند تكريمها بالمهرجان الوطني للتراث والثقافة (الجنادرية) في دورته 32 عام 2018. وهي زوجة الباحث الدكتور يحيى محمود بن جنيد.

## سيرتها

### عائلتها
هي ابنة إبراهيم بن محمد السقاف مدير عام وزارة المالية والاقتصاد الوطني السابق في عهد الملك فيصل بن عبد العزيز آل سعود، وحفيدة علوي بن أحمد السقاف، وهي كذلك زوجة الدكتور يحيى محمود بن جنيد، ولديها منه أربعة أبناء هم: «حيدر» و«محمد» و«معين» وفتاة تدعى «إباء».

### تعليمها
حصلت على شهادة بكالوريوس في اللغة العربية وآدابها من جامعة الملك سعود، ثم ماجستير في مناهج اللغة والأدب وطرق تدريسها من جامعة ميزوري في الولايات المتحدة الأمريكية، ثم حصلت على شهادة الدكتوراه في مناهج دراسة وتدريس اللغة العربية وآدابها من جامعة الإمام محمد بن سعود الإسلامية.

### عملها
- عملت عضو هيئة تدريس في جامعة الملك سعود وعضو اللجنة العلمية في مكتبة الملك عبد العزيز العامة.
- عُينت وكيلة لكليات البنات بجامعة الملك سعود بالرياض كأول وكيلة نسائية على مستوى الجامعات السعودية.
- كما عُينت عميدة لمركز الدراسات الجامعية للبنات في جامعة الملك سعود (1990- 1997).

### مسيرتها الصحفية
كتبت مقال يومي في الستينيات الميلادية وهي ما تزال طالبة في الثانوية العامة. في منتصف الثمانينيات عينت مديرة تحرير في جريدة الرياض لتكون بذلك أول صحفية سعودية تنال هذا المنصب وكذلك كانت أول من كتب مقالا أدبيا إذاعيا يوميا، وهي أول من أشرف على أول ملحق نسائي يصدر عن جريدة محلية.

## ثناء النقاد والكُتاب
أطلق عليها الشاعر محمد حسن عواد «الشاعرة الثائرة».
يقول إبراهيم بن عبد الرحمن التركى في شهادته عن الاكاديمية والكاتبة والقاصة خيرية السقاف كما جاء في الجزيرة الثقافية: "هي الأولى في كثير من مناشط الثقافة والحياة. وهي الأولى أسلوبا إذ لم تسبق التي تميزها به كما لم تلحق لمثله رغم اننا في زمن كثر مستنسخوه، وهي الأولى التي أضافت قيود (التخصص) إلى فضاء (الإبداع، فالتزمت.. ولم تدخل نفسها في دوائر الإدعاء والبطولات والمزايدات. وهي الأولى في كثير من التفرد بأعمالها الرسمية والمهنية والاجتماعية".
يقول والدها الشيخ إبراهيم السقاف: "تمتاز خيرية بالمثابرة الدائمة والقراءة ولا سيما القرآن الكريم فهو معها حيثما تذهب.. شرفتني كثيرا بسلوكها وعلمها وأخلاقها ومعاملتها مع الآخرين ومع أسرتها".
وهذه شهادة الكاتب يحيى محمود بن جنيد عن خيرية يختمها بقوله: "ثم هي من قبل ومن بعد عنصر نشط في خدمة الإنسان لا تكل ولاتمل من الشفاعة للآخرين ولا تتردد في رفع صوتها عندما تقف في قضية مظلوم ولاتتعب من البحث عن وسيلة لمساعدة محتاج أو تقديم النصح والمشورة لمن يقصدها كل ذلك بتواضع جم وبعيد عن الادعاء والضجيج".
وها هو رئيس تحرير المجلة العربية حمد القاضي يقول: "إن خيرية السقاف خيرة في عطائها وأخلاقها والتزامها، هي جعلت لها (سقفا) وضعته هدفا أمامها ألا وهو أن تكون كلمتها اشعاع ضوء ينير الدرب ويهدي إلى البر ويرشد الشباب والشابات".
في شهادته يقول د.عبدالله الغذامي:" في تاريخي مع القراءة ما رأيت نصا يحمل اسم خيرية السقاف إلا أحسست نحوه بانجذاب خاص حتى إذا ما غابت في بعض الأيام عن الكتابة الصحفية رحت أسأل نفسي فربما كنت أنا السبب لأننى غفلت يوما عن نص من نصوصها فعاقبتني النصوص بالحرمان"/ وأضاف بقوله: "تلك هي خيرية السقاف ما وضعت يدها على قلم إلا وصار يشع بالنور، وما دغدغت كلمة إلا وصارت تطير سابحة في الآفاق كأنما هي حمامة سلام ورسالة خير إنساني فياض".
وصفتها الكاتبة الصحفية ناهد باشطح بقولها: "خيرية السقاف.. امرأة استطاعت أن تختصر الزمن في كلمة واحدة: (العطاء بلا حدود)".

## القصة القصيرة
تعدّ الدكتورة خيرية السقاف صوتاً إبداعياً تعدى الحدود الجغرافية السعودية خصوصا والعربية عموما، إلى ثقافات عالمية أخرى، وهو وصول أتى عبر الارتباط المتجذر بعبق المكان، ورائحة الخصوصية المحلية، من خلال إبداعها في مجال القصة القصيرة، وقد عبرت عن تجربتها الكتابية، وارتباطها بالأرض بقولها (إن كلماتي جسر بين التراب والورق). وهي رائدة في تناولها بجرأة لم تكن مألوفة عالم المرأة في الإطار المحلي السعودي، فصورت واقعها، ودخلت إلى عالم كان ينظر إليه البعض على أنه (تابو) اجتماعي، لا يمكن الاقتراب منه، لكنها لم تعمد يوما أسلوب المسّ بالمسلمات الدينية أو الاجتماعية أو حتى الأدبية لذلك حظيت باحترام كل من قرأها وعايشها.

### أن تبحر نحو الأبعاد
صدرت مجموعتها القصصية «أن تبحر نحو الأبعاد» في العام (1982)، وتضمنت 18 قصة، تناولت جوانب حياتية واجتماعية مختلفة، وكان للمرأة حضور قوي في ثنايا المجموعة، فقد أخذت د.خيرية السقاف بيد الرجل وأدخلته إلى عالم النساء في السجن وخارجه، ليعرف كيف كانت جنايته، وجناية المجتمع عليها.

### ترجمة إبداعاتها باللغة الإنجليزية
صدرت ثلاثة كتب بالإنجليزية تهتم بترجمة الإبداع السعودي، جميعها حرصت أن يكون لإنتاج خيرية السقاف حيز فيها.
أول هذه الكتب:
The Literature of Modern Arabia: An Anthology
(مختارات من أدب الجزيرة العربية الحديثة). الذي صدر عام 1988، بدعم من جامعة الملك سعود بالرياض، وحررته سلمى الخضراء الجيوسي. وقد جمع الكتاب بين الإبداع الشعري والقصصي، وفيه نشرت ترجمة لقصتها (قطعة الفحم وقطعة النقود)، ويأتي اختيار هذه القصة، لأنها تمنح القارئ صورة لواقع الحياة الاجتماعية في زمن المعاناة والفاقة.
أما الكتاب الثاني فهو:
Assassination Of Light: Modern Saudi Short Stories
(اغتيال الضوء: قصص قصيرة سعودية حديثة)، جمع وتحرير آفا هينريتشسدورف وأبوبكر باقادر، وصدر سنة 1990. ويمثل أول قصص محلية تنشر بالإنجليزية في كتاب مستقل. حوى الكتاب ست عشرة قصة قصيرة، ثلاث منها فقط كتبتها نساء، إحداها قصة (اغتيال الضوء عند مجرى النهر)، لخيرية السقاف. وقد اختير الجزء الأول من عنوان القصة؛ ليكون عنواناً للكتاب.
الكتاب الثالث حمل عنوان:
Voice Of Change: Short Stories By Saudi Arabian Women Writers
(أصوات التغيير: قصص قصيرة لكاتبات سعوديات)، ترجمها وحررها أبوبكر باقادر وآفا هينريتشسدورف ودابرا إيكرز، 1998. وهو أول كتاب بالإنجليزية يخصص كامله للإبداع النسائي في المملكة، اشتمل الكتاب على ست وعشرين قصة، كتبتها ست عشرة مبدعة سعودية. ترجمت في الكتاب قصتان لخيرية السقاف هما (الفقد) و (الانعكاس). وكلتاهما تصوران معاناة المرأة، التي تقع ضحية الرجل المتسلط.

## رائدة فن الهايكو في الخليج العربي
صدر لها ديوان (سرابا وأبقى) ضمن كتاب أعده وقدم له الشاعر والأديب الدكتور أحمد بن يحيى القيسي بعنوان (خيرية السقاف رائدة فن الهايكو في الخليج العربي)، وقال عنها الشاعر إبراهيم الوافي: اليوم تتناقل الأخبار جمع ديوانها في نص الهايكو من قبل الباحث والشاعر الواعي والمتميز د. أحمد القيسي.. ليؤكد لنا أن هذه الغيمة التاريخية كانت أول من طرق هذا الفن وأصّل له فينا ثم تنفتح أمامي مجلدات الذكرى، وكنوز الكلام، وقدرة اللغة على أن تقول الكثير في قليلها، والعميق في بساطتها، حيث حرصتُ دائماً على تتبع حروفها المختلفة التي ظلّت دائما أشبه بكبسولة مضغوطة نعالج بها صداع الحياة، ونستمد من خلالها حجّة العبارة الأنيقة الواثقة في مجالس اللغو، وندرك بها بوصلة الجمال والوصول في توهان الطرق التي لاتؤدي كلها إلى رؤيا..

## إصدارتها الأدبية
1. أن تبحر نحو الأبعاد 1982م.
2. مختارات من أدب الجزيرة العربية الحديثة 1988م.
3. قصص أغتيال الضوء.
4. قصص أصوات التغيير.
5. عندما تهب الريح يعصف المطر.
6. ديوان سرابا وأبقى.

## الجوائز والتكريم
حصلت الدكتورة خيرية على عدة جوائز وشهادات تقدير في الأدب والصحافة والقيادة النسائية، ومنها:
- اختيرت الشخصية النسائية السعودية المميزة عند اختيار الرياض عاصمة المملكة العربية السعودية عاصمة للثقافة عام 2001م.
- حصلت على جائزة وزارة الحج للتميز الأدبي في فن المقالة عام 2014م.
- حصلت على جائزة الريادة والتميز في مجال الإعلام لجائزة مجلة سيدتي 2015م.[9]

## وصلات خارجية
- «خيرية السقاف».. أديبة وصحفية وثقت تاريخ السعودية فكرمتها الجنادرية 32
- د. خيرية السقاف.. ريادة في الصحافة والإبداع